# Енджейчак, Веслав
Ве́слав Ви́ктор Ендже́йчак (пол. Wiesław Wiktor Jędrzejczak, родился 1 октября 1947 года в Гдыне) — польский врач-гематолог, специалист по болезням внутренних органов, клинический онколог, трансплантолог, почётный доктор медицины и профессор Варшавского медицинского университета.

## Биография

### Врачебная деятельность
Енджейчак окончил Варшавский медицинский университет, некоторое время стажировался и работал в США. Известен как один из ведущих трансплантологов Польши. 28 ноября 1984 команда врачей во главе с профессором Веславом Енджейчаком провела первую в истории польской медицины операцию по пересадке костного мозга: пересадку осуществили шестилетней девочке Оле Пшыбыльской (донором стала её 3-летняя сестра Катажина).
В 2003 году Енджейчак, который некоторое время назад вернулся из США на родину, провёл впервые успешное переливание пуповинной крови от двух доноров: команда Енджейчака стала второй в мире, занявшейся этим. Эти операции зачастую являются единственным способом спасти людей с диагнозом «лейкемия», которым противопоказана пересадка костного мозга от взрослого донора. Со слов Енджейчака, переливание пуповинной крови может спасти значительно число людей, которые ещё несколько десятилетий назад были бы обречены на смерть вне зависимости от стараний врачей.
В 2007 году Енджейчак стал субъектом скандала после того, как один из его пациентов, 21-летний Бартек Мисяк, страдавший от лейкемии, скончался после операции по пересадке стволовых клеток из пуповинной крови. Доктора обвинили в том, что он умышленно отказался проводить пересадку костного мозга, хотя тот уверял, что среди 8 миллионов потенциальных доноров для Мисяка не нашлось подходящего. Позднее экспертиза показала, что отец Бартека, Роберт, мог стать донором для сына и спасти его от смерти. Ведущие польские медики отказались комментировать эксперимент.

### Научная деятельность
Является руководителем кафедры и клиники гематологии, онкологии и внутренних заболеваний Варшавского медицинского университета (находится в Отдельном общественном центральном госпитале), членом Комитета по биоэтике Польской академии наук. Государственный консультант по вопросам гематологии. Награждён Премией Фонда польской науки в 1993 году за работу на тему молекулярных и клеточных механизмов образования кровяных клеток.